# Gerhard Müller (Richter, 1946)
Gerhard Müller (* 10. August 1946 in Plettenberg; † 26. April 2018 ebenda) war ein deutscher Jurist. Er war von 1997 bis 2010 Richter am Bundesgerichtshof.

## Leben und Wirken
Müller war nach erfolgreicher Beendigung seiner juristischen Ausbildung zunächst bis zum Abschluss seiner Promotion wissenschaftlicher Mitarbeiter am Institut für Handels- und Wirtschaftsrecht der Universität Bonn. 1980 trat er in den Justizdienst des Landes Nordrhein-Westfalen ein und war beim Amtsgericht und Landgericht Hagen tätig. 1982 erfolgte dort seine Ernennung zum Richter am Landgericht. Während seiner Abordnung von 1986 bis 1989 als wissenschaftlicher Mitarbeiter an den Bundesgerichtshof wurde er 1988 zum Richter am Oberlandesgericht Hamm ernannt.
Nach seiner Ernennung zum Richter am Bundesgerichtshof im März 1997 wies das Präsidium Müller dem für das Bank-, Börsen- und Kapitalmarktrecht zuständigen XI. Zivilsenat zu. Müller trat am 31. August 2010 in den Ruhestand.